# Ankhnesneferibre
Ankhnesneferibre (ˁnḫ-n.s-Nfrjbrˁ) va ser una princesa i sacerdotessa egípcia durant la dinastia XXVI. Era filla del faraó Psamètic II i la seva reina Takhuit. Va ocupar els càrrecs de Divina Adoratriu d'Amon i posteriorment el d'Esposa del Déu Amon entre el 595 i el 525 aC, durant els regnats de Psamètic II, Apries, Amosis II i Psamètic III, fins a la conquesta aquemènida d'Egipte.

## Biografia

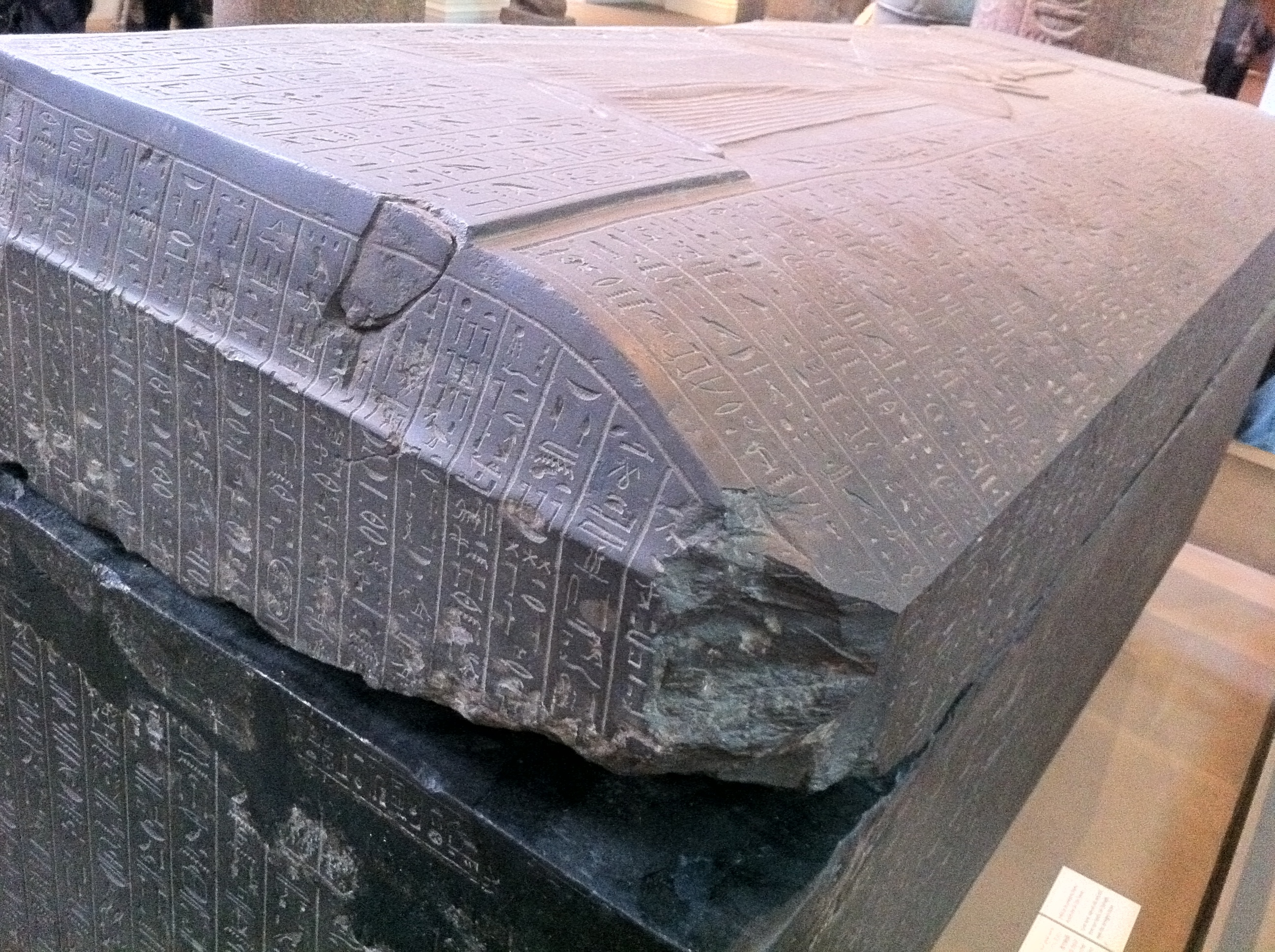
Sarcòfag d'Ankhnesneferibre.

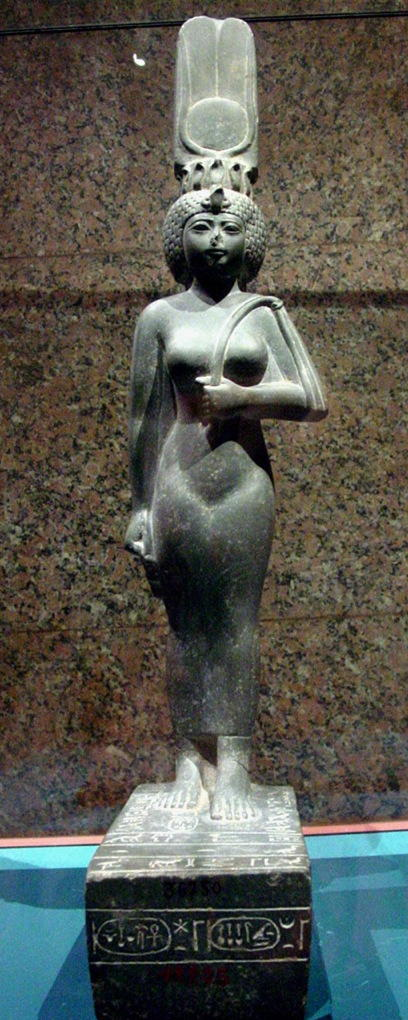
Estàtua d'Ankhenesneferibre.

El 595 aC, Ankhnesneferibre va ser enviada a Tebes per ser adoptada per l'Esposa del Déu Amon Nitocris I, tal com recorda una estela dels de Karnak. Ankhnesneferibre va ocupar el càrrec de Divina Adoratriu fins a la mort de Nitocris l'any 4 del regnat del faraó Apries (586 aC), després del qual es va convertir en la nova Esposa de Déu.
Va governar a Tebes durant diverses dècades fins al 525 aC, quan l'emperador persa Cambises II va derrotar a Psamètic III i va conquerir Egipte, posant fi a la dinastia XXVI i als privilegis de la Divina Adoratriu d'Amon i l'Esposa del Déu Amon. Després d'aquesta data, Ankhnesneferibre va desaparèixer de la història convertint-se en l'última Esposa de Déu, igual que la seva probable successora, la Divina Adoratriu Nitocris II. Com amb molts dels seus predecessors, la tomba d'Ankhnesneferibre es troba dins del temple de Medinet Habu.
D'Ankhnesneferibre se'n coneixen diverses atestacions. Cal destacar una estàtua que la representa i que avui es troba exposada al Museu Nubi d'Assuan (CG 42205), i el seu sarcòfag de basalt negre, que posteriorment va ser reutilitzat a Deir al-Madinah durant el període ptolomaic per un home anomenat Pymentu que hi va gravar el seu nom. El sarcòfag va ser descobert l'any 1833 i que avui es troba al Museu Britànic., després que fos adquirit als francesos l'any 1837. De grans dimensions, té textos gravats en jeroglífics. Hi apareix la figura d'Ankhnesneferibre amb un vestit de lli plisat i amb la insígnia de la reialesa egípcia, amb un tocat de voltor amb ureu (serp sagrada) rematat per un disc solar i plomalls alts. No se sap si la princesa el va arribar a utilitzar.